# Microrreserva Barranco de la Pegunta
El barranco de la Pegunta (Barranc de la Pegunta en valenciano) es una microrreserva de flora perteneciente al parque natural del Peñagolosa, en el municipio de Vistabella del Maestrazgo (provincia de Castellón, España).

## Geografía
El barranco de la Pegunta abarca una superficie de 11'04 ha, situadas desde las estribaciones del pico Peñagolosa hasta el Santuario de San Juan Bautista de Peñagolosa y Santa Bárbara.
Encontramos el barranco como una corriente de agua que en forma de riachuelo desciende "aguas abajo" mediante curvas sinuosas envuelto en especies botánicas tan representativas como pinos, majuelo, tejos, arces, acebo, hiedra, manzano silvestre, cerezo de Santa Lucía, rosal silvestre y campanilla de invierno. Generalmente, el cauce del barranco está totalmente seco (a excepción de las dos fuentes que delimitan la microrreserva) y sólo en épocas de lluvia o de deshielo se pueden formar corrientes de agua. 
Además, desde San Juan, toda la zona constituye un entramado de rutas y sendas de gran valor ecológico y natural para excursiones o la práctica del senderismo.

### Descripción de Cavanilles
El importante botánico valenciano José de Cavanilles ya describía al barranco con estas palabras: 

En aquest barranc corren les aigües... per a eixir de nou i ocultar-se una altra vegada en les entranyes del bosc... es veuen entre espessos pins troncs monstruosos estès per terra... arrancats per els vents o van perdre la vida de vellesa... moltes plantes creixen en aquells llocs frescs i coberts com violetes.
En este barranco corren las aguas para salir y ocultarse una y otra vez por las entrañas del bosque. Entre espesos pinos se ven extendidos por la tierra troncos monstruosos arrancados por el viento o que perdieron la vida de vejez. Muchas plantas crecen y cubren esos lugares frescos, como las violetas.
José de Cavanilles.

## Nivel de Protección
Fue declarada microrreserva de flora por acuerdo de la Generalidad Valenciana el 2 de diciembre de 1998, concretamente los tramos del barranco comprendidos entre las fuentes de Font de la Pegunta y la Font Nova de la Pegunta.